# 密毛山梗菜
密毛山梗菜（学名：Lobelia clavata）为桔梗科半边莲属下的一个种。

## 扩展阅读
- 維基物種上的相關：密毛山梗菜